# Động đất Ōsaka 2018
Động đất Ōsaka 2018 (大阪府北部地震 Ōsakafu hokubu jishin) là trận động đất xảy ra vào lúc 7:58 (theo giờ địa phương), ngày 18 tháng 6 năm 2018. Trận động đất có cường độ 5,6 Mw, tâm chấn độ sâu khoảng 13 km. Không có cảnh báo sóng thần cho trận động đất này. Hậu quả trận động đất đã làm 6 người chết, 434 người bị thương. Các dịch vụ tàu điện, nước và các dịch vụ thiết yếu khác bị gián đoạn tạm thời.

## Động đất

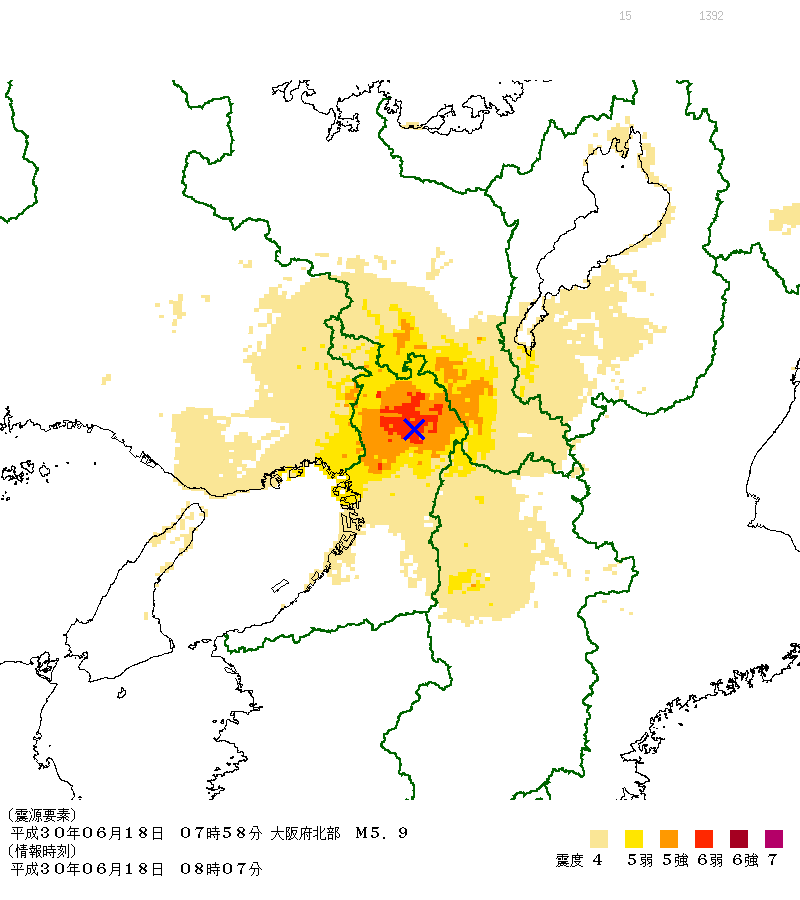
Bản đồ địa chấn của JMA

Trận động đất xảy ra lúc 7:58, ngày 18 tháng 6, với tâm chấn ở khu vực Takatsuki phía đông bắc Ōsaka, ở độ sâu khoảng 13 km. Vùng Kinki nằm trên đỉnh của dòng đứt gãy đang hoạt động, có thể tạo ra các trận động đất trong đất liền. Ba trong số các dòng đứt gãy của (bao gồm Arima-Takatsuki, Uemachi và Ikoma) nằm gần tâm chấn và đây là nguyên nhân gây ra động đất. Trận động đất mạnh có thể cảm nhận ở phía bắc Ōsaka và các khu vực lân cận Kyōto. Trong tuần tiếp theo, Cục Khí tượng Nhật Bản đã phát hiện 40 dư chấn mạnh.
Trận động đất trên đã kích hoạt hệ thống cảnh báo động đất khẩn cấp. Không có sóng thần nào được tạo ra do trận động đất. Cục Khí tượng Nhật Bản ban đầu đo đươc cường độ ban đầu là 5,9, nhưng sau đó được sửa thành  6,1. Đây là lần đầu tiên tại Ōsaka ghi nhận thang địa chấn mức JMA 6− kể từ năm 1923 khi chính phủ bắt đầu lưu giữ tài liệu động đất.

## Hậu quả

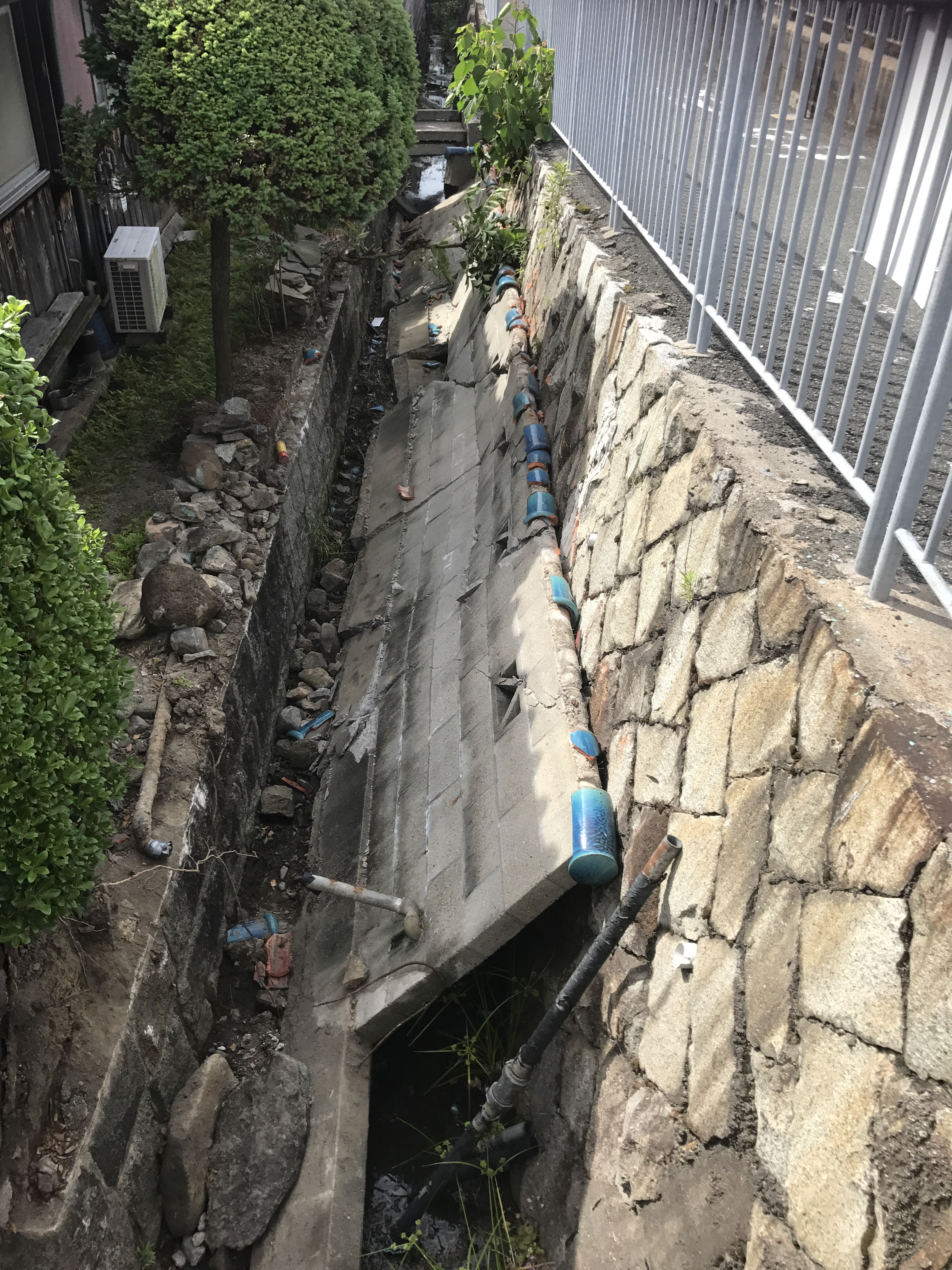
Bức tường bị sập tại thành phố Settsu, Osaka

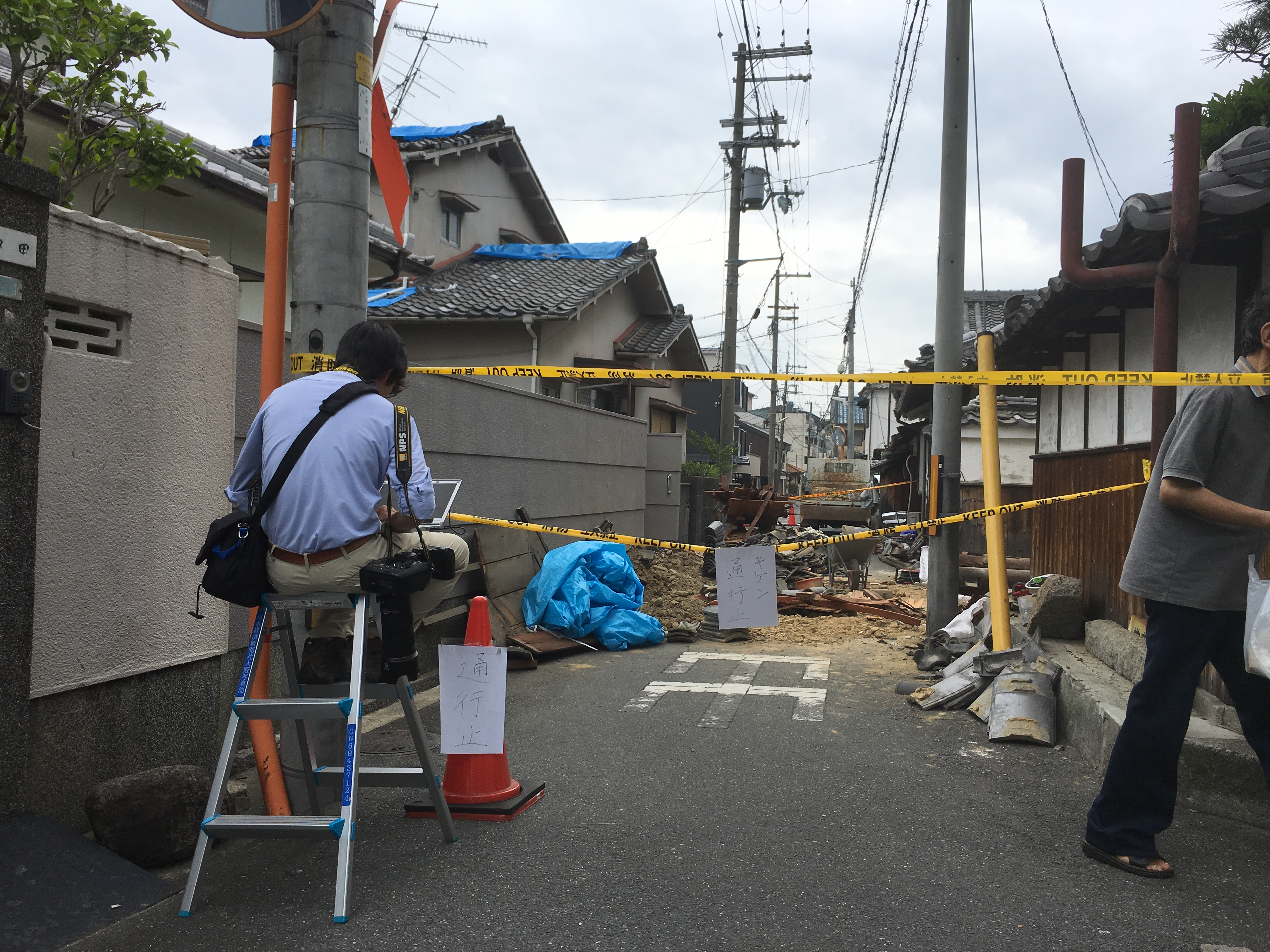
Mặt đường bị hư hỏng tại Thành phố Ibaraki, Ōsaka

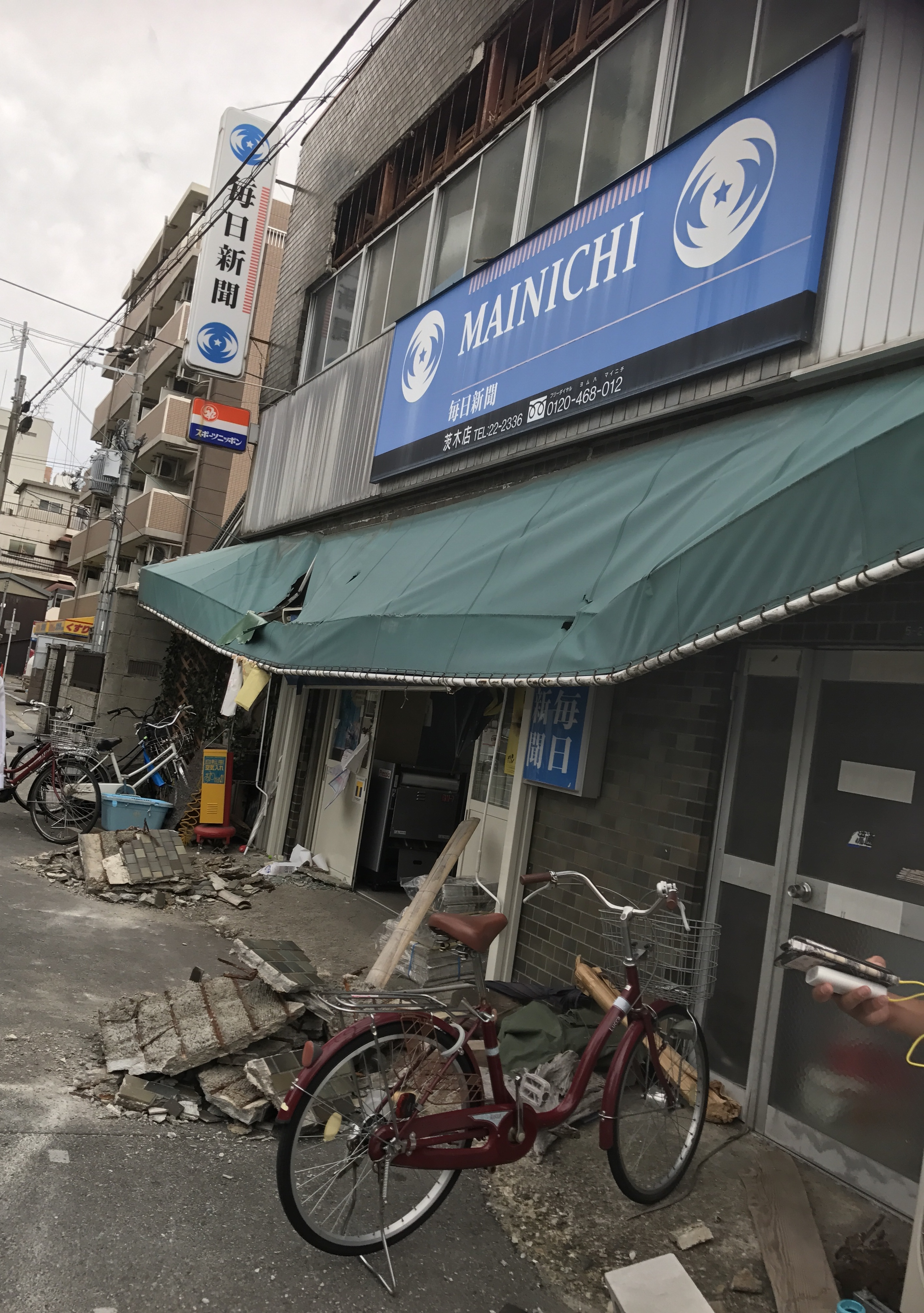
Những mảnh vỡ viên gạch lộn xộn trước trụ sở nhật báo Mainichi Shimbun tại Ibaraki, Ōsaka

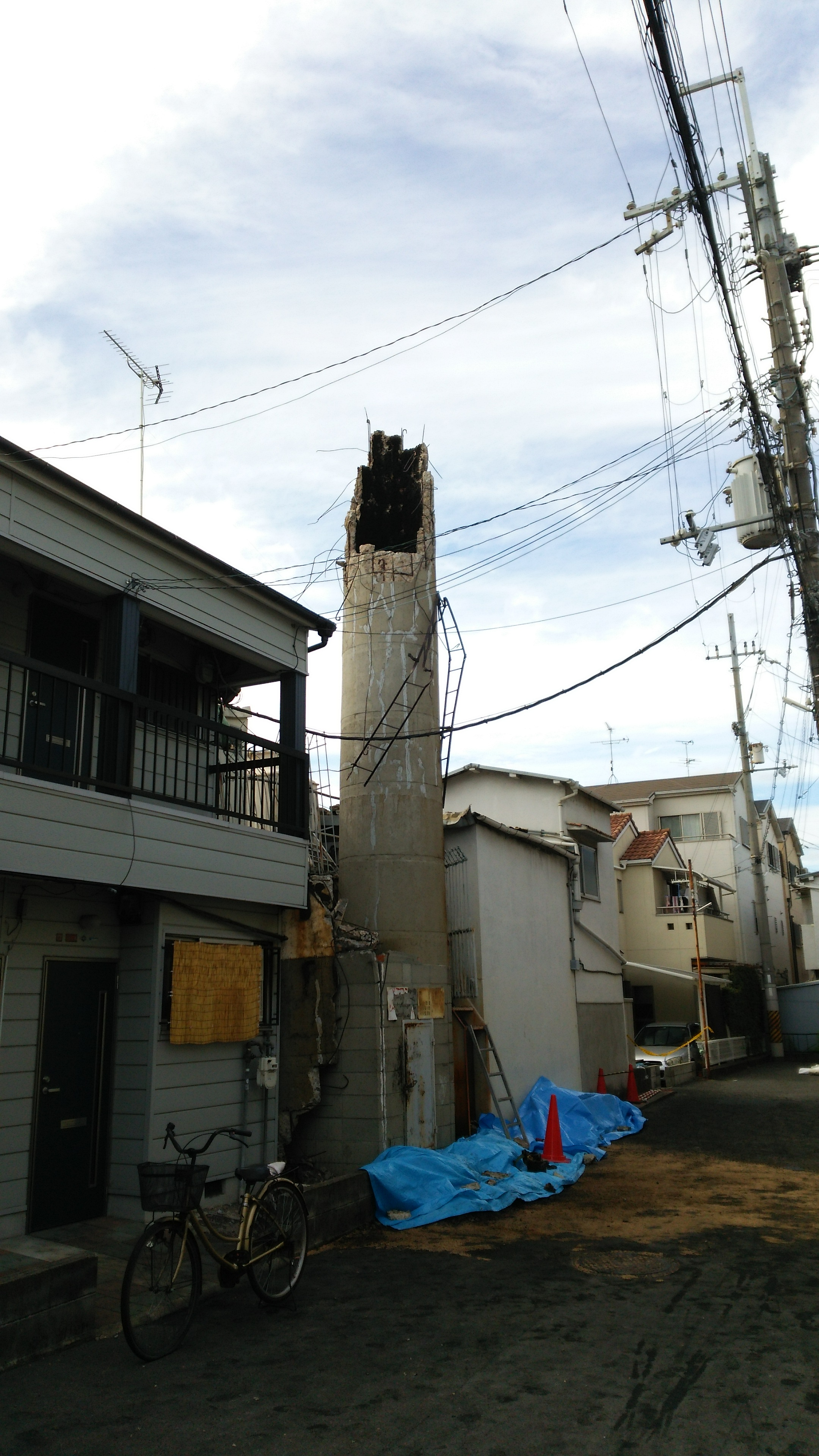
Ống khói của nhà tắm công cộng hư hỏng nặng ở thành phố Hirakata

Trận động đất đã gây ra sụp đổ một phần của một số tòa nhà, cũng như làm hư hỏng các đường ống nước ngầm khiến nhiều cư dân không có nước sinh hoạt. Tổng cộng có 6.766 công trình bị hư hại một phần, chủ yếu ở Ōsaka, Kyoto, Nara, Hyōgo. Có tới 450 người vẫn ở trong các nơi trú ẩn công cộng một tuần sau trận động đất.

Mái ngói tại các ngôi nhà và đền thờ rơi xuống đất. Ít nhất 170.000 ngôi nhà ở Ōsaka bị mất điện, nhưng điện đã được khôi phục sau đó vào sáng hôm sau. Dịch vụ cung cấp khí đốt cho hơn 112.000 hộ gia đình ở Ibaraki và Takatsuki cũng bị ngừng trong vài ngày, nhưng đã được khôi phục hoàn toàn vào ngày 25 tháng 6.

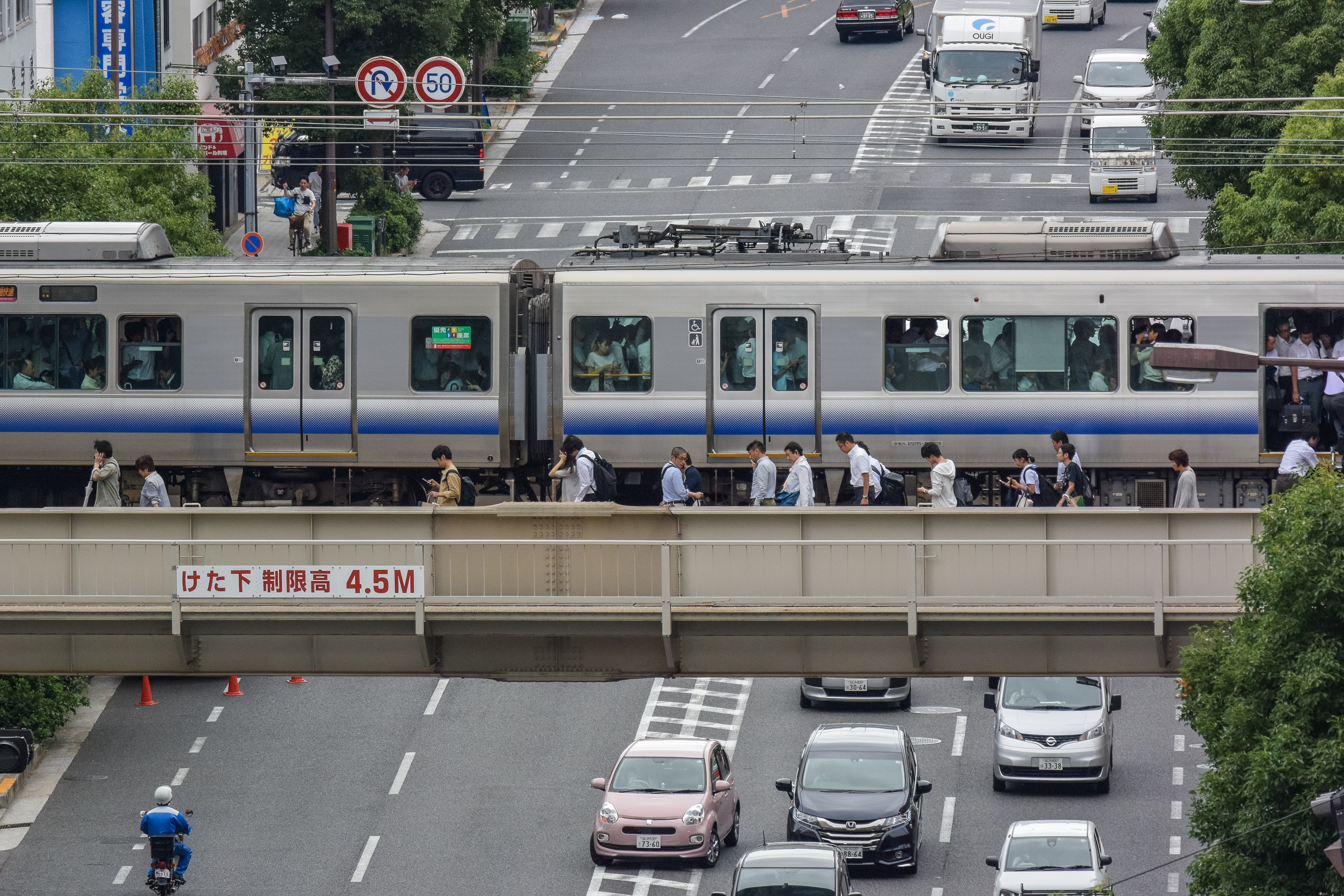
Hành khách phải đi bộ trên đường ray vì tàu điện tạm dừng hoạt động

Trận động đất đã làm gián đoạn các dịch vụ tàu điện ngầm (bao gồm cả Shinkansen) trong giờ cao điểm buổi sáng nhưng đã hoạt động trở lại sau đó, để người dân có thể kịp giờ đi làm vào buổi chiều. Trong thời gian ngừng hoạt động, hành khách xuống tàu và đi bộ dọc theo đường ray do lo ngại dư chấn gây thêm thiệt hại. Osaka Monorail đã mở cửa trở lại vào ngày 23 tháng 6, nhưng buộc phải tạm dừng hoạt động vào ngày hôm sau do phát hiện thêm hư hỏng các toa tàu.
Hoạt động tại nhà máy lọc dầu của JXTG Nippon Oil & Energy ở Ōsaka và nhiều nhà máy sản xuất khác ở vùng Kinki tạm dừng hoạt động để kiểm tra, đánh giá thiệt hại. Các chuyến bay vùng Kinki tạm hoãn, nhưng đã được nối lại vài giờ sau đó.
Theo Bộ Giáo dục, có tổng cộng 1.552 trường học đã đóng cửa: 1.012 trường ở Ōsaka, 321 trường ở Kyōto, 109 trường ở Hyōgo, 102 trường ở Nara, 6 trường ở Wakayama và 2 trường ở Shiga. Vào ngày hôm sau, các trường tiểu học và trung học cơ sở ở Suita, Takatsuki, Ibaraki, Settsu, Shimamoto và Hirakata tạm thời đóng cửa.

## Thương vong

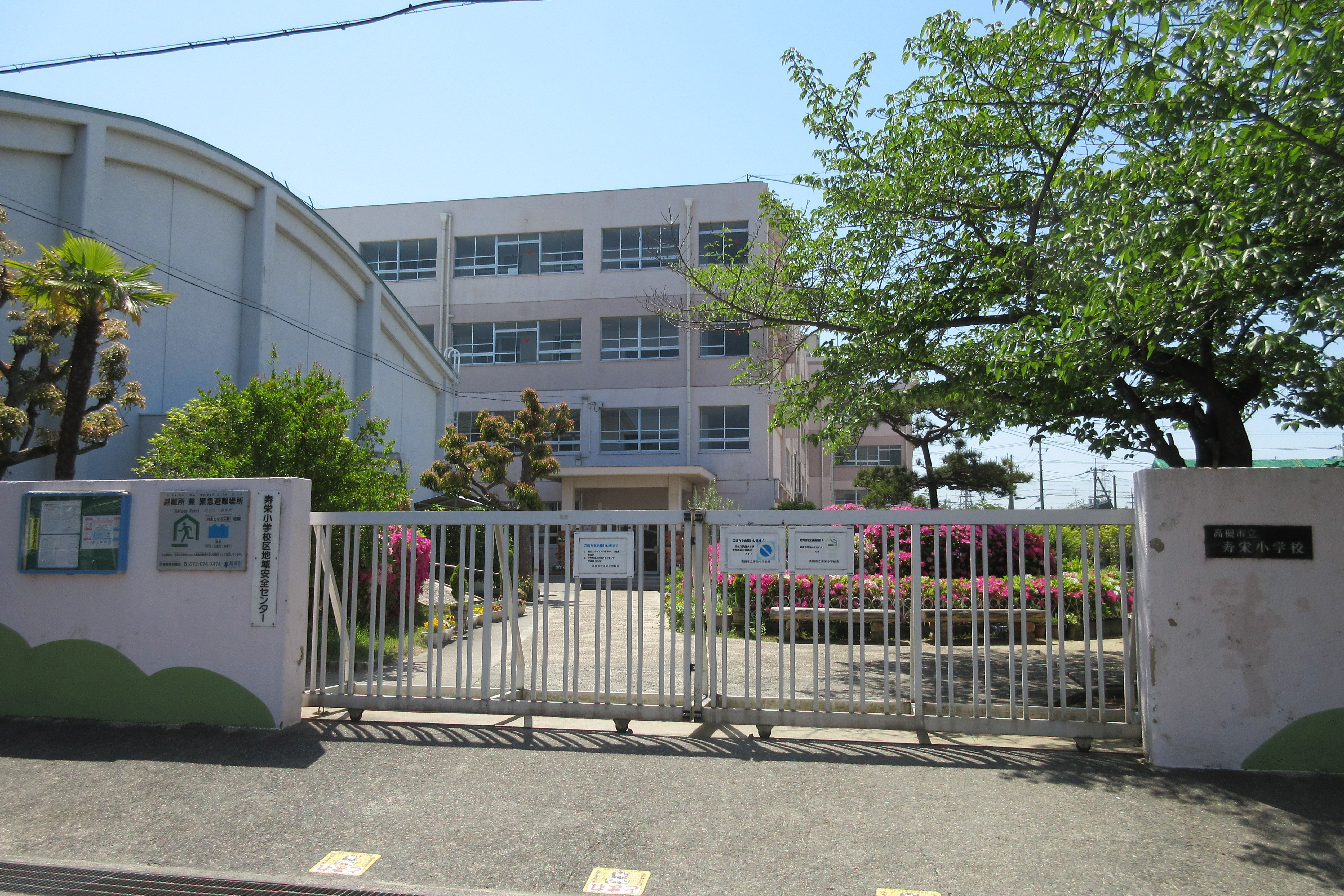
Hình ảnh Trường Takatsuki City Jyuei elementary school.

Hậu quả trận động đất đã làm 6 người chết tại Ōsaka, bao gồm cả 1 trẻ em ở Takatsuki (nạn nhân bị đè bởi một bức tường sụp đổ bên ngoài trường tiểu học). Do bức tường trường học không đáp ứng tiêu chuẩn an toàn nên Chánh Văn phòng Nội các Suga Yoshihide ra lệnh kiểm tra mức độ an toàn tại các trường học trong phạm vi cả nước. Hơn 400 người bị thương và đang được điều trị tại các cơ sở bệnh viện.

## Phản ứng của Chính phủ Nhật Bản
Thủ tướng Shinzo Abe cho biết chính phủ sẽ cam kết hỗ trợ cứu hộ và phục hồi kinh tế. Lực lượng Phòng vệ Nhật Bản đã cử một số đội cứu hộ để cung cấp nước cho người dân, theo yêu cầu của chính quyền địa phương. Tuy nhiên, lo ngại sạt lở đất do mưa và dư chấn nên một số hộ dân đã di chuyển đến các nơi trú ẩn công cộng.

## Lo ngại
Những tin đồn về những người không phải là người Nhật phạm tội nguy hiểm (chẳng hạn như trộm cắp) đã xuất hiện trên mạng xã hội. Chính quyền địa phương đã cảnh báothông tin sai lệch trong thảm họa. Asahi Shimbun đã chỉ trích việc lan truyền những bình luận thù hận, so sánh với những tin đồn tương tự như Đại thảm họa động đất Kanto 1923 dẫn đến nạn phân biệt đối xử.